# Amedeo Biavati
Amedeo Biavati (4. duben 1915, Bologna, Italské království – 22. duben 1979, Bologna, Itálie) byl italský fotbalový útočník a později i trenér.
Vyrůstal v mateřském klubu Bologna a odehrál za ní 219 utkání. Byl to rychlí útočník který hrál na křídle. Vyhrál s ní čtyři tituly (1935/36, 1936/37, 1938/39, 1940/41). Kariéru končil v malých klubech z nižších lig.
S italskou reprezentací vyhrál MS 1938. Celkem za národní tým odehrál 18 utkání a vstřelil 8 gólů.
Po skončení fotbalové kariéry se dal na trénování. Jenže žádného velkého úspěchu nedosáhl.

## Hráčská statistika
| Sezóna                 | Klub                   | Liga                   | Liga   | Liga | Ligové poháry | Ligové poháry | Ligové poháry | Kontinentální poháry | Kontinentální poháry | Kontinentální poháry | Celkem | Celkem |
| Sezóna                 | Klub                   | Soutěž                 | Zápasy | Góly | Soutěž        | Zápasy        | Góly          | Soutěž               | Zápasy               | Góly                 | Zápasy | Góly   |
| ---------------------- | ---------------------- | ---------------------- | ------ | ---- | ------------- | ------------- | ------------- | -------------------- | -------------------- | -------------------- | ------ | ------ |
| 1932/33                | Bologna                | Serie A                | 7      | 5    | -             | 0             | 0             | -                    | 0                    | 0                    | 7+     | 5+     |
| 1933/34                | Bologna                | Serie A                | 9      | 1    | -             | 0             | 0             | Stř.P                | ?                    | ?                    | 9+     | 1+     |
| 1934/35                | Catania                | Serie B                | 30     | 9    | -             | 0             | 0             | -                    | 0                    | 0                    | 30     | 9      |
| 1935/36                | Bologna                | Serie A                | 0      | 0    | IP            | ?             | ?             | Stř.P                | ?                    | ?                    | 0+     | 0+     |
| 1936/37                | Bologna                | Serie A                | 16     | 1    | IP            | 1             | 1             | Stř.P                | ?                    | ?                    | 17+    | 2+     |
| 1937/38                | Bologna                | Serie A                | 24     | 6    | IP            | 3             | 0             | -                    | 0                    | 0                    | 27     | 6      |
| 1938/39                | Bologna                | Serie A                | 29     | 7    | IP            | 1             | 0             | Stř.P                | ?                    | ?                    | 30+    | 7+     |
| 1939/40                | Bologna                | Serie A                | 23     | 3    | IP            | 1             | 1             | -                    | 0                    | 0                    | 24     | 4      |
| 1940/41                | Bologna                | Serie A                | 30     | 6    | IP            | 4             | 2             | -                    | 0                    | 0                    | 34     | 8      |
| 1941/42                | Bologna                | Serie A                | 26     | 10   | IP            | 3             | 2             | -                    | 0                    | 0                    | 29     | 12     |
| 1942/43                | Bologna                | Serie A                | 26     | 10   | IP            | 3             | 3             | -                    | 0                    | 0                    | 29     | 13     |
| 1945/46                | Bologna                | 1. divize              | 17     | 2    | -             | 0             | 0             | -                    | 0                    | 0                    | 17     | 2      |
| 1946/47                | Bologna                | Serie A                | 19     | 3    | -             | 0             | 0             | -                    | 0                    | 0                    | 19     | 3      |
| 1947/48                | Bologna                | Serie A                | 19     | 6    | -             | 0             | 0             | -                    | 0                    | 0                    | 19     | 6      |
| 1948/49                | Reggina                | Serie C                | 17     | 6    | -             | 0             | 0             | -                    | 0                    | 0                    | 17     | 6      |
| 1949/50                | Imolese                | Serie C                | 11     | 3    | -             | 0             | 0             | -                    | 0                    | 0                    | 11     | 3      |
| Celkem v nejvyšší lize | Celkem v nejvyšší lize | Celkem v nejvyšší lize | 350    | 78   | -             | 16            | 9             | -                    | ?                    | ?                    | 366+   | 87+    |

## Hráčské úspěchy

### Klubové
- 4× vítěz italské ligy (1935/36, 1936/37, 1938/39, 1940/41)

### Reprezentační
- 1x na MS (1938 - zlato)